# 小行星6282
小行星6282（6282 Edwelda）是一颗绕太阳运转的小行星，为主小行星带小行星。该小行星于1980年10月9日发现。

## 轨道参数
小行星6282的轨道半长轴为2.3119042 UA，离心率为0.216。